# A'ja Wilson
Pour les articles homonymes, voir Wilson.
A’ja Wilson est une basketteuse américaine née le 8 août 1996 à Hopkins (Caroline du Sud). Elle est sélectionnée en première position lors de la draft WNBA 2018 par les Aces de Las Vegas. Triple meilleure joueuse (MVP) de la Women's National Basketball Association (WNBA), A'ja Wilson est considérée comme l'une des meilleures joueuses de l'histoire.

## Formation
Son père Roscoe Wilson est un joueur professionnel de basket-ball qui a joué une dizaine d'années en Europe. Elle démarre le basket-ball à l'âge de 11 ans mais pratique aussi le volley-ball.
Elle dispute 119 rencontres de high school avec des moyennes de 24,7 points, 13,9 rebonds et 4,3 contres. Finaliste du championnat d’État en junior, elle devient championne en senior. Elle est désignée meilleure joueuse de l'année 2014.

## Carrière universitaire

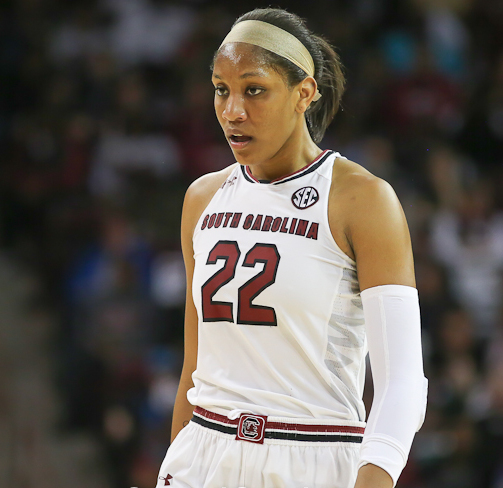
A'ja Wilson sous le maillot des Gamecocks.

Refusant une proposition des Huskies du Connecticut, elle décide de rester dans son État d'origine pour rejoindre les Gamecocks de la Caroline du Sud dirigés par Dawn Staley. Dès son année freshman, elle prend part à 37 rencontres pour 13,1 points, 6,6 rebonds et 1,8 contres avec un bilan de 34 victoires pour 3 défaites. Elle établit quatre nouveaux records de la Southeastern Conference (SEC) pour une joueuse débutante et est élue meilleure joueuse freshman de la SEC. En sophomore, elle est désignée meilleure joueuse de la SEC alors que les Gamecoks remportent le titre de la SEC en saison régulière et lors du tournoi final. En 2017, elle fait de même mais ajoute une victoire lors du Championnat national NCAA face aux Bulldogs de Mississippi State, en inscrivant 23 points. Elle est élue meilleure joueuse du tournoi final. Pour son année senior en 2018, Wilson établit ses meilleures moyennes statistiques et remporte le trophée de meilleure joueuse de l'année ainsi qu'un quatrième titre consécutif de la SEC. 
Elle devient aussi la meilleure marqueuse historique des Gamecocks avec 2 389 points inscrits auxquels s'ajoutent 1 195 rebonds, ce qui conduit l'université, dès 2018, à ériger une statue en son honneur.

## Carrière professionnelle
Premier choix de la draft WNBA 2018, elle devient immédiatement la leader des Aces de Las Vegas avec notamment 35 points, 13 rebonds et 3 contres pour l'emporter en prolongation le 12 juin face au Fever de l'Indiana. Avec six succès pour sept défaites pour les Aces, elle est logiquement désignée meilleure rookie du mois de juin avec des statistiques dominatrices : meilleure rookie aux points (21,1), aux rebonds (9,5), à l'adresse (45,2 %), aux contres (1,62) et aux minutes jouées (32,0). Elle est même la cinquième meilleure scoreuse et deuxième rebondeuse de la ligue. Le 8 juillet, elle est nommée meilleure joueuse de la semaine de la conférence Ouest pour la première fois de sa carrière. La semaine est bouclée avec 2 victoires avec notamment 34 points et 14 rebonds face au Sun. Sur la période, elle est la meilleure marqueuse de la ligue (29,0) et la meilleure contreuse (4,5). Dans sa conférence, elle est également la cinquième rebondeuse (9,0) et la neuvième à l'adresse (48,9 %). Elle est également nommée meilleure rookie du mois d'août avec le meilleur scoring des rookies (22,8 points, 2e de la WNBA) et 6,0 rebonds. Son adresse de 51,5 % est la seconde des rookies et ses 1,38 contres sont également la deuxième des rookies sur ce mois.
Le 22 août 2023, elle inscrit 53 points (16 tirs sur 23, dont 1 sur 1 à trois points, 20 sur 21 aux lancers francs) lors d'une rencontre de saison régulière remportée contre le Dream d'Atlanta, ce qui égale la meilleure performance jamais réalisée en WNBA, détenue par Liz Cambage depuis 2018.
Lors de la saison 2024, A'ja Wilson établit des records au nombre de points (1 021) et rebonds (451), étant toutefois devancée par Angel Reese dans cette statistique à la moyenne par match. Elle est ainsi la première joueuse à marquer plus de 1 000 points lors d'une saison. Sa moyenne de 26,9 points par match bat le précédent record de Diana Taurasi. La saison 2024 est la deuxième saison qui se joue en 40 matches contre 34 auparavant. Wilson est élue MVP de la saison à l'unanimité, elle est la seconde joueuse de l'histoire de la WNBA à obtenir ce trophée à l'unanimité après Cynthia Cooper.

## Équipe nationale

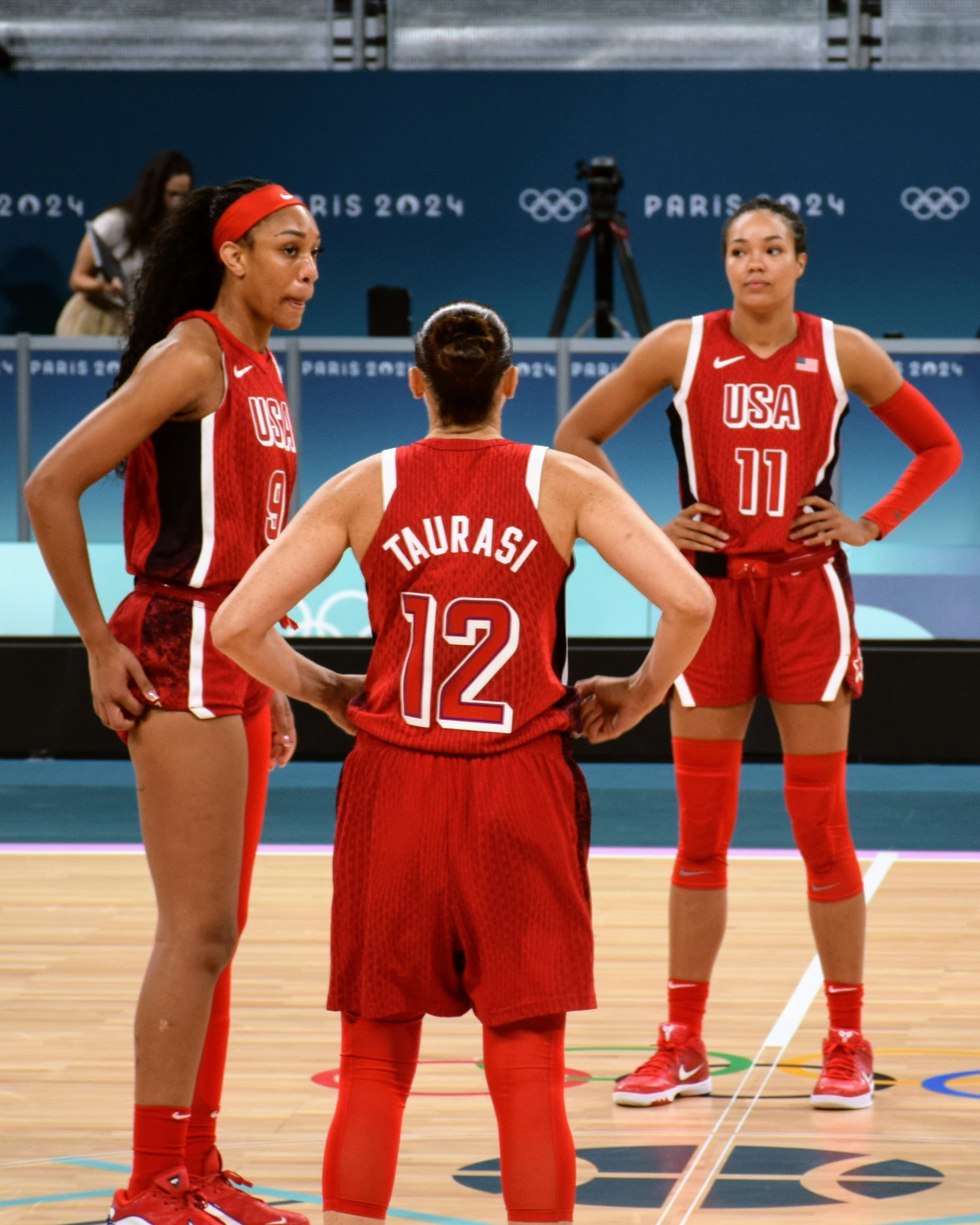
A'ja Wilson, à gauche, avec Diana Taurasi et Napheesa Collier lors des Jeux de 2024.

Elle est sacrée championne du monde lors du championnat du monde U19 avec l'équipe des États-Unis en 2013 en Lituanie (10,9 points et meilleure rebondeuse avec 7,9 unités aux côtés de Morgan Tuck, Moriah Jefferson et Breanna Stewart), puis en 2015 en Russie. En 2014, son équipe remporte le championnat des Amériques U18 à Colorado Springs, pour un total de 27 victoires et aucune défaite.
En 2017, elle est une des trois joueuses universitaires conviées à un regroupement de l'équipe nationale américaine senior. Cette même année, elle est retenue dans l'équipe nationale U23 mais y renonce pour cause de blessure.
Elle est membre de la sélection américaine qui remporte la Coupe du monde 2018 en enchaînant six rencontres sans défaite en Espagne.
Elle fait partie des douze sélectionnées pour le tournoi olympique de 2020, disputé en 2021 en raison de la pandémie de Covid-19, qui remporte la médaille d'or. Elle est élue dans le meilleur cinq de la compétition.

## Statistiques

### États-Unis

#### Université
| MOP de la saison | Championne NCAA | Gras/Meilleures performances | [ 21 ] |

| Saison                    | Équipe                          | MJ  | M5 | Min   | %T    | %3    | %LF   | Rb    | PD  | Int | Ctr | BP  | F   | Pts   |
| ------------------------- | ------------------------------- | --- | -- | ----- | ----- | ----- | ----- | ----- | --- | --- | --- | --- | --- | ----- |
| 2014-2015                 | Gamecocks de la Caroline du Sud | 37  | 1  | 19,8  | 53,8% | 33,3% | 66,2% | 6,6   | 1,0 | 0,9 | 1,8 | 1,7 | 1,9 | 13,1  |
| 2015-2016                 | Gamecocks de la Caroline du Sud | 33  | 32 | 27,1  | 53,1% | 0,0%  | 72,3% | 8,7   | 1,4 | 0,8 | 3,1 | 2,2 | 2,4 | 16,1  |
| 2016-2017                 | Gamecocks de la Caroline du Sud | 35  | 35 | 28,4  | 58,8% | 0,0%  | 73,7% | 7,8   | 1,4 | 1,2 | 2,6 | 1,9 | 2,2 | 17,9  |
| 2017-2018                 | Gamecocks de la Caroline du Sud | 33  | 32 | 29,3  | 54,2% | 41,7% | 73,2% | 11,8  | 1,7 | 1,0 | 3,2 | 2,5 | 2,0 | 22,6  |
| Total : moyenne par match | Total : moyenne par match       |     |    | 26,0  | 55,0% | 37,5% | 71,5% | 8,7   | 1,4 | 1,0 | 2,6 | 2,1 | 2,1 | 17,3  |
| Totaux                    | Totaux                          | 138 | 97 | 3 594 | 893   | 6     | 597   | 1 195 | 191 | 136 | 363 | 287 | 293 | 2 389 |

#### WNBA
Saisons régulières
| MVP et DPOY de la saison | MVP de la saison | DPOY de la saison | Recrue/rookie de la saison | Championne WNBA | Leader de la ligue | Gras/Meilleures performances | [ 22 ] |

| Saison        | Équipe            | MJ  | M5  | Min  | %T   | %3   | %LF   | Rb  | PD  | Int | Ctr | BP  | F   | Pts  |
| ------------- | ----------------- | --- | --- | ---- | ---- | ---- | ----- | --- | --- | --- | --- | --- | --- | ---- |
| 2018          | Aces de Las Vegas | 33  | 33  | 30,6 | 46,2 | -    | 77,4  | 8,0 | 2,2 | 0,8 | 1,7 | 1,4 | 2,1 | 20,7 |
| 2019          | Aces de Las Vegas | 26  | 25  | 28,5 | 47,9 | 0,0  | 79,2  | 6,5 | 1,8 | 0,5 | 1,7 | 2,2 | 2,0 | 16,5 |
| 2020          | Aces de Las Vegas | 22  | 22  | 31,7 | 48,0 | -    | 78,1  | 8,5 | 2,0 | 1,2 | 2,0 | 1,6 | 2,2 | 20,5 |
| 2021          | Aces de Las Vegas | 32  | 32  | 31,9 | 44,4 | 100  | 87,6  | 9,3 | 3,1 | 0,9 | 1,3 | 1,4 | 1,5 | 18,3 |
| 2022          | Aces de Las Vegas | 36  | 36  | 30,0 | 50,1 | 37,3 | 81,3  | 9,4 | 2,1 | 1,4 | 1,9 | 1,7 | 2,1 | 19,5 |
| 2023          | Aces de Las Vegas | 40  | 40  | 30,7 | 55,7 | 31,0 | 81,2  | 9,5 | 1,6 | 1,4 | 2,2 | 1,6 | 2,1 | 22,8 |
| Total         | Total             | 189 | 188 | 30,6 | 49,1 | 36,0 | 80,8  | 8,7 | 2,1 | 1,1 | 1,8 | 1,6 | 2,0 | 19,9 |
| All-Star Game | All-Star Game     | 4   | 3   | 19,7 | 50,0 | 20,0 | 100,0 | 5,0 | 2,0 | 0,8 | 0,3 | 0,8 | 0,3 | 14,0 |

Playoffs
| MVP des finales WNBA | Championne WNBA | Gras/Meilleures performances | [ 22 ] |

| Saison | Équipe            | MJ | M5 | Min  | %T   | %3   | %LF  | Rb   | PD  | Int | Ctr | BP  | F   | Pts  |
| ------ | ----------------- | -- | -- | ---- | ---- | ---- | ---- | ---- | --- | --- | --- | --- | --- | ---- |
| 2019   | Aces de Las Vegas | 5  | 5  | 33,6 | 43,6 | -    | 95,0 | 7,8  | 1,6 | 0,6 | 2,0 | 1,6 | 1,0 | 13,4 |
| 2020   | Aces de Las Vegas | 8  | 8  | 35,4 | 47,3 | -    | 85,7 | 8,9  | 2,4 | 1,0 | 2,3 | 2,0 | 1,8 | 20,8 |
| 2021   | Aces de Las Vegas | 5  | 5  | 32,2 | 43,5 | -    | 65,4 | 9,2  | 3,2 | 1,0 | 1,0 | 2,2 | 1,6 | 14,2 |
| 2022   | Aces de Las Vegas | 10 | 10 | 37,2 | 55,2 | 14,3 | 79,1 | 10,4 | 2,0 | 1,0 | 2,4 | 1,3 | 2,1 | 20,3 |
| 2023   | Aces de Las Vegas | 9  | 9  | 33,2 | 55,4 | 50,0 | 83,1 | 11,8 | 1,2 | 1,4 | 2,3 | 2,1 | 2,0 | 23,8 |
| Total  | Total             | 37 | 37 | 34,7 | 50,8 | 18,8 | 81,4 | 9,9  | 2,0 | 1,1 | 2,1 | 1,8 | 1,8 | 19,5 |

Dernière mise à jour effectuée après la saison 2023.

## Palmarès et distinctions

### Palmarès

#### En sélection nationale
- Médaille d'or aux Jeux olympiques de 2024 à Paris
- Médaille d'or aux Jeux olympiques de 2020 à Tokyo[19]
- Médaille d’or de la Coupe du monde 2022
- Médaille d’or de la Coupe du monde 2018[18]
- Médaillée d'or au Mondial U19 de 2015[2]
- Médaillée d'or au Mondial U19 de 2013[2]
- Médaillée d'or au Championnat des Amériques U18 de 2014[2]

#### En WNBA
- 2× Championne WNBA en 2022 et 2023
- Championne de la Commissioner's Cup en 2022

#### En NCAA
- Championne NCAA 2017[6]
- Championne de la SEC (2015-2018)[8]
- Championne du Caroline du Sud (2014)[4]

### Distinctions personnelles

#### En sélection nationale
- Meilleur cinq du Tournoi olympique de 2020[20].
- Meilleure joueuse de la Coupe du monde 2022
- Meilleur joueuse des Jeux olympiques de 2024[23]

#### En WNBA
- 3× WNBA Most Valuable Player en 2020, 2022 et 2024[24].
- MVP des Finales WNBA en 2023.
- 2× WNBA Defensive Player of the Year en 2022 et 2023[25].
- WNBA Rookie of the Year en 2018[26].
- 5 sélections aux WNBA All-Star Game en 2018, 2019, 2021, 2022 et 2023.
- 3× All-WNBA First Team en 2020, 2022 et 2023[27].
- All-WNBA Second Team en 2021[27].
- 2× All-Defensive First Team en 2022 et 2023[28].
- All-Defensive Second Team en 2020[28].
- All-Rookie Team en 2018[29].
- 12× Joueuse du mois en août et septembre 2020, juin 2021, mai et juillet 2022, juin, juillet et août 2023, mai, juin, juillet et août 2024.
- 3× Rookie du mois en juin 2018, juillet 2018 et août 2018[30].

- 22× joueuse de la semaine après la fin de la saison 2024[31].

#### Université
- Meilleure joueuse du tournoi NCAA de basket-ball (2017)[7]
- Wade Trophy (2018)
- Trophée Wooden (2018)
- Honda Sport Award (2018)
- Naismith College Player of the Year (2018[32])
- AP Player of the Year (2018)
- Ann Meyers Drysdale Player of the Year (2018)
- Lisa Leslie Award en 2018
- 3× Consensus Meilleur cinq All-American (2016–2018)
- Meilleure joueuse de la SEC (2016–2018), seule joueuse à remporter trois fois cette distinction
- Meilleur cinq de la SEC (2015–2018)
- Meilleure débutante de la SEC (2015)[2]
- Meilleure défenseuse de la SEC (2015, à égalité en 2018)
- Meilleur cinq défensif de la SEC (3 fois dont 2015 et 2018)
- Meilleure joueuse de high school (WBCA, Naismith, Parade) (2014)
- McDonald's All-America (2013-14)
- Parade All-America (2013-14)
- Gatorade Meilleure joueuse de Caroline du Sud (2013-2014)